# Gustomoj
Gustomoj (ros. Густомой) – wieś (ros. село, trb. sieło) w zachodniej Rosji, centrum administracyjne sielsowietu gustomojskiego w rejonie lgowskim (obwód kurski).

## Geografia
Miejscowość położona jest nad rzeką Gustomoj w dorzeczu Sejmu, 13 km na zachód od centrum administracyjnego rejonu (Lgow), 78 km na południowy zachód od Kurska, przy drodze regionalnego znaczenia 38K-017 (Kursk – Lgow – Rylsk – granica z Ukrainą) – część trasy europejskiej E38.
We wsi znajdują się ulice: Centralnaja, Gagarina, Grażdanka, Iwanowskij szlach, Kurskaja, Lgowskij szlach, Ługowaja, Sadowaja i Tagin (334 posesje).
Klimat
Miejscowość, jak i cały rejon, znajduje się w strefie klimatu kontynentalnego z łagodnym ciepłym latem i równomiernie rozłożonymi opadami rocznymi (Dfb w klasyfikacji klimatów Köppena).

## Demografia
W 2010 r. wieś zamieszkiwało 527 osób.